# Giovanni Battista Riccio (compositeur)
Pour les articles homonymes, voir Giovanni Battista Riccio.
Giovanni Battista Riccio (Giambattista Riccio) (fin du XVIe siècle — après 1621) était un musicien et un compositeur des débuts de l'ère baroque. Il résidait à Venise et a marqué le développement des formes de la composition instrumentale, en utilisant en particulier la flûte à bec.

## Vie et œuvre
Aucun détail n'est disponible sur les débuts de son existence, mais il est très certainement né à la fin du XVIe siècle.
Des documents témoignent de sa nomination en tant qu'organiste à la Scuola Grande di San Giovanni Evangelista en 1609, où il a été préféré à Gabriel Sponga, un neveu du compositeur Francesco Usper. Il était probablement également violoniste.
Riccio est connu pour la publication de trois recueils de musique vocale et instrumentale à Venise. Ces ouvrages incluent son œuvre pour flûte à bec, ce qui est inhabituel pour la musique vénitienne de l'époque, bien que Giovanni Picchi ait également composé pour cet instrument.
La date exacte de publication du Primo Libro de Riccio n'est pas connue, toutefois une réimpression de 1612 est arrivée jusqu'à nous. La majeure partie du premier livre est consacrée à des œuvres vocales, mais dans l'édition révisée deux nouvelles canzone instrumentales sont annexées. Une de ses premières pièces connues pour la flûte à bec est une canzone pour deux flautini.
Son Secondo Libro, publié également à Venise, est daté de 1614.
Son Terzo libro delle Divine Lodi publié en 1620 et 1621 est le plus connu aujourd'hui. Il se compose de trente-six œuvres vocales et de douze morceaux instrumentaux décrits essentiellement comme des canzone. La plupart de ces pièces instrumentales sont pour deux instruments principaux comme la flûte à bec, le cornet à bouquin, le violon, le trombone ou quelquefois la douçaine, une sorte de basson ancien. Une de ses canzone intitulée La Grimantea con il tremolo est une des premières œuvres qui mentionne l'usage de la technique du tremolo pour la flute à bec et le fagott, autre nom des premiers bassons.
Les dédicaces dans ses œuvres laissent entendre que Riccio connaissait d'autres compositeurs comme Giovanni Picchi, Alessandro Grandi, Giovanni Battista Grillo et Giacomo Finetti. Certaines de ses canzone reprennent des œuvres de Giovanni Gabrieli

## Compositions
- Primo libro delle Divine Lodi (Venise, édition révisée 1612)
- Il secondo libro delle Divine Lodi (Venise, 1614)
- Il terzo libro delle Divine Lodi (Venise, 1620; 1621)
- Il a aussi sans doute composé une canzona dans l'Otto ordini di litanie de Valerio Bona (Venise, 1619)